# Lasko (serie televisiva)
Lasko è una serie televisiva tedesca, prodotta dalla RTL e trasmessa dal 18 giugno 2009. Le trasmissioni in Italia sono iniziate il 13 luglio 2010 su Rai 2, dopo la presentazione dell'episodio pilota al Telefilm Festival 2010. La seconda stagione viene trasmessa a partire dal 1º giugno 2011, sempre su Rai 2.
Il protagonista aveva esordito nel film TV Lasko - Il treno della morte del 2006, trasmesso in Italia per la prima volta su Italia 1 il 14 febbraio 2010.

## Trama

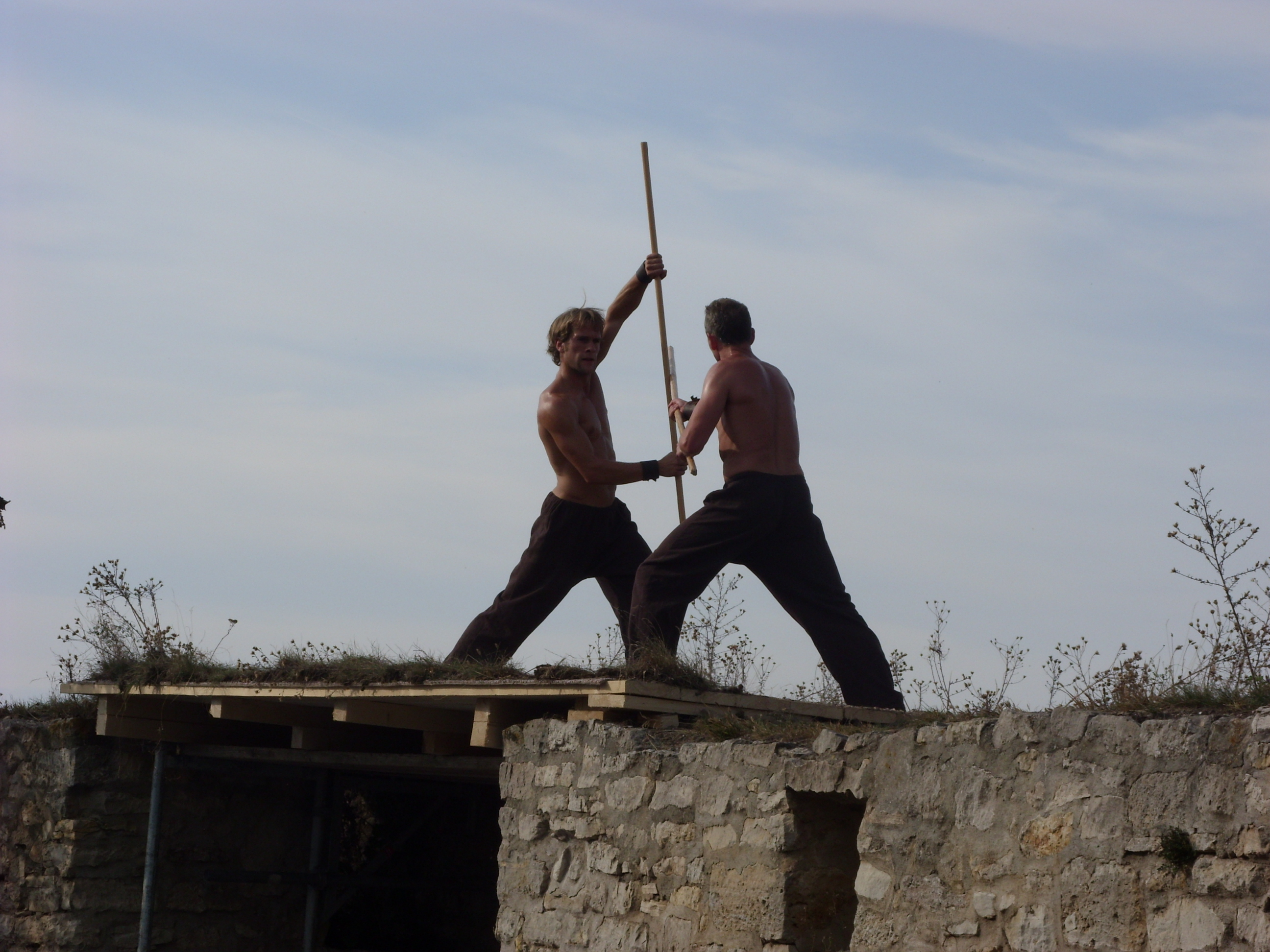
Mathis Landwehr (sinistra) nei panni di Lasko, sul set della serie

Lasko è un soldato tedesco che, dopo aver vissuto gli orrori della guerra in Kosovo ed esserne rimasto traumatizzato, decide di rinchiudersi in un convento. Entra dunque a far parte dell'ordine monastico del Pugnus Dei, nato nel X secolo come ordine militare con il compito di proteggere le alte sfere della chiesa cattolica romana. Nella finzione, i monaci appartenenti al Pugnus Dei sono esperti conoscitori e praticanti di arti marziali e si riconoscono da un tipo particolare di anello: per questo sono anche chiamati "Portatori dell'anello".
Grazie alle sue qualità di combattente, Lasko viene scelto per svolgere le missioni a più alto rischio: quelle contro la misteriosa Loggia Ares, che da secoli cerca di piegare la chiesa ai propri interessi. Anche la polizia federale tedesca è sulle tracce della Loggia e per questo Lasko incrocia nelle sue missioni l'investigatrice Clarissa de Angelo (nella seconda serie) e Sophia von Erlen (nella prima serie), quest'ultima figlia di un membro dell'ordine allontanato a suo tempo per avere violato i voti monastici.

## Episodi
| Stagione         | Episodi | Prima TV originale | Prima TV Italia |
| ---------------- | ------- | ------------------ | --------------- |
| Prima stagione   | 7       | 2009               | 2010            |
| Seconda stagione | 8       | 2010               | 2011            |